# اسپور (سرایان)
اسپور روستایی در دهستان آیسک بخش آیسک شهرستان سرایان استان خراسان جنوبی ایران است. بر پایه سرشماری عمومی نفوس و مسکن در سال ۱۳۸۵ جمعیت این روستا ۱۹ نفر (در ۷ خانوار) بوده است.